# Eva Briegel
Eva Briegel (3 de desembre de 1978, Leonberg prop de Stuttgart) és una cantant d'Alemanya i membre de la formació de rock Juli.

## Vida personal
La família de Briegel va viure a Böblingen el 1978, quan Eva va néixer. El 1982 es van mudar a Langgöns, Hessen, on Eva va assistir a l'escola primària, abans de mudar-se a Linden on Eva va assistir a l'escola Anne-Frank-Schule. després de passar un any a la Liebigschule en Gießen, finalment es va graduar de la Gesamtschule Gießen-Ost. En el seu últim any de l'escola, Eva va cantar en una sèrie de grups i per a diferents projectes i va mostrar un gran interès en una carrera en la música. No obstant això, va començar a estudiar Història de l'Art a Heidelberg i es va retirar després del primer semestre. Després va passar diversos anys estudiant diversos temes en la Justus-Liebig-Universität Gießen però mai es va graduar. Durant aquest temps va tenir diverses ocupacions parcials venent instruments musicals i ordinadors. Més tard va treballar com a cambrera. Eva Briegel és una vegetariana estricta i està compromesa amb el grup dels drets dels animals, PETA.

## Carrera

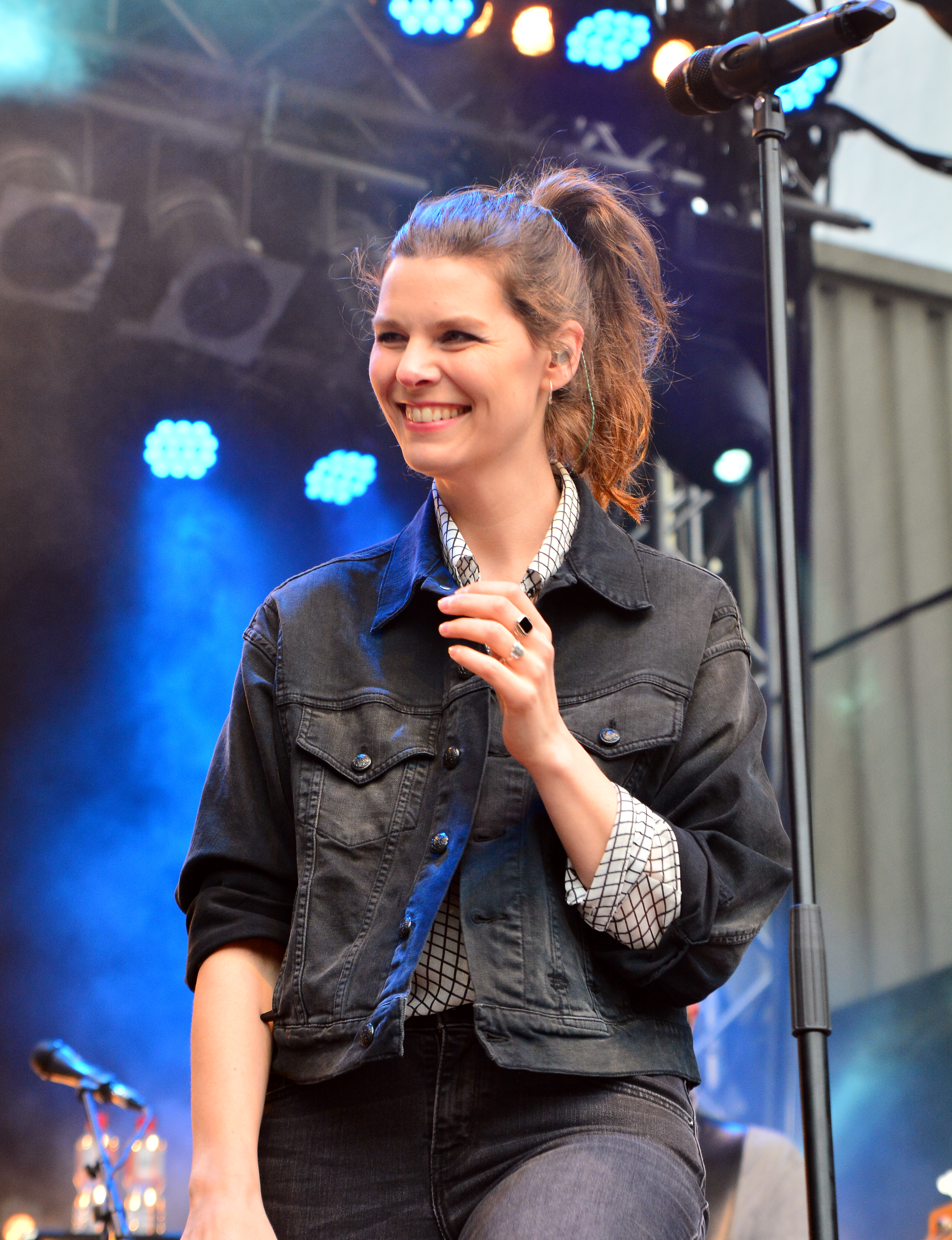
Eva Briegel en una actuació en directe el 2015

El 2000 Goodwell Music va sol·licitar a Eva reemplaçar com a cantant a Miriam Adameit en la formació Sunnyglade. Ella va acceptar immediatament i es va convertir en la nova cara de la formació. En 2000 el nom de la formació va ser canviat a Juli (juliol en alemany). A pesar que originalment cantava cançons amb lletres en anglès, Juli va tornar a cantar en la seva llengua materna. Eva Briegel va dir més tard: "No vam tornar a cantar en alemany per trobar la nostra identitat, ni de bon tros - simplement no érem prou bons en anglès per expressar com ens sentim en les nostres cançons." La formació ha editat dos discos molt reeixits, Ist Juli (és juliol, 2004) i Ein neuer Tag (Un nou dia, 2006), els quals han aconseguit múltiples discos de platí.

## Discografia
- Releases (German chart rànquing) a Alemanya:
  - "Perfekte Welle" (2)
  - "Geile Zeit" (19)
  - "Regen und Meer" (31)
  - "Warum" (47)
  - "Donessis Leben" (5)
  - Primer àlbum "És ist Juli" (2)
  - Secgundo àlbum "Ein neuer Tag" (1)
- Guanyadors del Bundesvision Song Contest el 12 de febrer de 2005.
- Bambi a la categoria "Music national" el 30 de novembre de 2006.
- "Eins Live Krone" (Radio Award) a la categoria "Millor Grup".